# Pla Bolívar 2000
El Pla Bolívar 2000 va ser un programa social del govern veneçolà.
El Pla va implicar el desplegament de prop de 40.000 efectius de les Forces Armades Veneçolanes als barris populars i a les zones més desafavorides del país amb l'objectiu de construir infraestructures bàsiques, reforçar les casdes més precàries, pintar-ne les façanes, construir la xarxa de clavegueram amb els suport dels enginyers militars, oferir a la població un programa devacunacions massives, participar en la distribució alimentària a les zones marginades i facilitar la distribució de material educatiu. El programa també va destinar els avions i helicòpters militars a transportar ciutadans malalts als hospitals militars i a altres centres sanitaris per tal que, per primera vegada en molts anys, poguessin rebre assistència mèdica.
Posat en funcionament el 27 de febrer de 1999 per ordre directa del president de la república Hugo Chávez, es va escollir aquesta data en record del desè aniversari del Caracazo (revolta popular contra un pla de xoc del Fons Monetari Internacional reprimida a trets pels militars), per millorar la qualitat de vida de la població i demostrar que, a diferència de deu anys enrere, l'exèrcit podia ser posat al servei de la població, en comptes de reprimir-la.
A partir de l'experiència del Pla Bolívar 2000 i davant la bona acollida per la població, el govern veneçolà va estendre i perfeccionar l'experiència, fomentant la participació ciutadana en la gestió dels programes socials i donant lloc als projectes coneguts com a Missions bolivarianes.